# Pagar Dewa (Lubai)
Pagar Dewa is een bestuurslaag in het regentschap Muara Enim van de provincie Zuid-Sumatra, Indonesië. Pagar Dewa telt 2113 inwoners (volkstelling 2010).